# Palais de la Caisse d'Epargne (Parme)
Le bâtiment de la Caisse d'Epargne de Parme (en italien : Palazzo della Cassa di Risparmio) est un édifice néo-Renaissance, situé place Garibaldi à Parme, à côté de l'église néoclassique de San Pietro Apostolo.

## Histoire
La Cassa di Risparmi Parmense (Cariparma) a commencé son activité en 1860 dans le Palais Tarasconi à Parme, mais a rapidement eu besoin de plus grands espaces ; pour cela, en 1869, elle acheta des bâtiments anciens qui se trouvaient à l'angle sud-ouest de l'actuelle Piazza Garibaldi, où elle installa son siège.
En 1875, les premiers travaux de transformation et de décoration de l'édifice sont entrepris, avec la création, par le scénographe Girolamo Magnani, de la première Sala del Consiglio, donnant sur la rue de l'Université.
En 1912, le conseil d'administration chargea les architectes milanais Luigi Broggi et Cesare Nava de procéder à la rénovation complète du bâtiment, avec l'intention initiale de conserver intacts les murs extérieurs, en plus de la Sala del Consiglio, afin de ne pas compromettre la continuité de l'activité bancaire. L'année suivante les travaux sont lancés, mais les fondations s'avèrent trop faibles pour supporter les nouvelles structures et il faut démolir presque entièrement l'ancien bâtiment pour le reconstruire de toutes pièces ; les succursales et les bureaux ont été temporairement déplacés à l'intérieur du Ridotto du Teatro Regio, jusqu'en 1915, date à laquelle le bâtiment a été achevé. La nouvelle salle du Conseil, plus grande que la précédente, qui fut cependant épargnée par la démolition, fut décorée et meublée par le peintre Amedeo Bocchi, qui termina presque entièrement les travaux en 1916.
Pendant la Seconde Guerre mondiale, le bâtiment a été utilisé comme siège du Parti national fasciste.
En 1956, les intérieurs du bâtiment ont été restaurés pour les adapter aux nouveaux besoins, avec la reconstruction des sols, des ascenseurs, du mobilier et la décoration de nombreuses salles en style néoclassique, par le sculpteur Carlo Corvi.
En 1965, la Chambre de commerce de Parme s'installe dans la structure actuelle de la Via Verdi, vendant le bâtiment à la Cassa di Risparmio, qui a été restauré et relié à une galerie suspendue à l'immeuble voisin.
En 2002, d'autres travaux ont été lancés au rez-de-chaussée du bâtiment, où le hall a été restauré et l'ancien sol en marbre a été récupéré sur la base d'un projet de l'architecte Lucio Pizzetti.

## Description
Le bâtiment se développe sur un plan presque rectangulaire, occupant une superficie d'environ 1500 m².

### Salle Magnani
Au premier étage, la première salle du Conseil donne sur la rue de l'Université, construite en style néoclassique en 1875 par le scénographe Girolamo Magnani.

### Salle Bocchi
Au premier étage se trouve la grande salle du Conseil, considérée comme l'une des œuvres les plus précieuses de l'artiste Amedeo Bocchi.
La pièce a été conçue dans un style Art déco en 1914, tandis que les travaux ont été achevés après la Première Guerre mondiale, bien que presque terminés en 1916. Le peintre ne se limite pas à peindre les fresques sur les murs, mais s'intéresse aussi au mobilier, au sol, au vitrail au plafond et à l'éclairage, créant l'une des rares pièces conçues et créées par un seul artiste d'époque Art Nouveau en Italie.
En 1938, sur l'insistance du gouvernement fasciste, le directeur général de la Cassa di Risparmio accepta la restauration de la salle par le sculpteur Pietro Canonica, qui, en plus d'ajouter les sculptures du roi Vittorio Emanuele III et de Benito Mussolini, a recouvert de plâtre et d'une toile grise les fresques de Bocchi et éliminé les lampes, pour les remplacer par quatre torches placées dans les coins de la pièce.
En 1974, l'administration de la Cassa di Risparmio a décidé de restaurer la décoration Art déco initiale, en contactant l'artiste âgé Amedeo Bocchi, qui a restauré gratuitement toute la salle, la ramenant à sa disposition d'origine.
La salle, de forme rectangulaire, se caractérise par une uniformité stylistique, qui mêle quelques traits de l'Art nouveau et de l'art déco, s'inspirant avant tout de la sécession viennoise et de Gustav Klimt.
La description de l'environnement est fournie par la Memoria per la Sala Bocchi de la Cassa di Risparmio, écrite par l'artiste lui-même quelques années après sa construction.